# Oluf Gallatz
Oluf Gallatz, födda på 1600-talet, död 30 december 1733, var en svensk ämbetsman.

## Biografi
Oluf Gallatz föddes på 1600-talet. Han blev 1719 politieborgmästare i Kalmar och var riksdagsman för borgarståndet vid riksdagen 1723. Gallatz avled 1733.

### Familj
Gallatz var gift med Anna Maria Utterbom.